# 文書
文書（ぶんしょ、もんじょ、英語: document）とは、参照されることを前提として情報を記録した紙（もしくはデジタルメディア）のことである。
一般には漢音でぶんしょという。
もんじょ（呉音）と呼ぶ場合、特に古文書学（こもんじょがく）では、差出人が相手方に意思、用件を伝えるために書いたものをいう（この読みは「古文書」以外には用いられない）。

## 概要
伝統的には紙に文字で記録されたものをいう。典型的には法律や契約が文書に記録される。これは文書の改変が困難であることと、参照が容易であることによる。この場合、文書に対比される概念は口頭である。
今日では、紙以外のメディアに電子的・磁気的に記録され、コンピュータによって操作される情報も文書の一つである。この場合、英語のままドキュメント (document) と呼ばれることも多い。コンピュータの文書はpdf、Wordなどのファイル単位で扱われる。
文書はしばしば裁判の証拠として利用される。証拠調べには検証、書証が挙げられるが、検証は書証と異なり文書の内容を調べる手続きではなく文書の色や形状などを調べる手続きだとされている。
あらかじめ証拠調べをしておかなければその証拠を使用することが困難な事情、例えば原本が滅失して成立の真正性が証明できなくなる場合や、改竄されて現状が保存できなくなる場合のために証拠保全が用いられる。滅失のおそれがある場合には書証、改竄のおそれがある場合には検証（具体的にはコピー、デジタルカメラでの撮影）を用いるとされている。
挙証者が所持しておらず相手方当事者または第三者の所持する文書については文書提出命令、文書送付嘱託によって証拠調べができる。文書提出命令には文書送付嘱託と異なり文書を出さない所持者に制裁が加えられるので即時抗告制度がある。
文書は将来に向けて変更がありえる情報、記録は文書の一種であり過去の事実に関する情報、という概念もある。
官公庁や企業に置かれる部局文書課は、決裁文書など組織内における公的な文書作成のルールの策定、文書番号の払い出しなど文書発行の管理、作成文書の審査、文書の保管等を司る機関であり、官公庁では多くは官房の下に置かれ、企業では総務部など総務部門の配下に置かれる。

## 文書の例
- 公文書（官公署が作成するもの）
  - 外交文書
  - 法律・通達・命令・許可
  - 起案書・起案文（稟議書ともいう。官公署の場合、一般的に起案書という）
  - 登記台帳
  - 免許証
  - 捜査報告書など
  - 納税通知書など
- 私文書（個人間で作成、交換する文書）
  - 契約書
  - 請求書
  - 手紙(信書)など
- 証券
  - 証拠証券（預金通帳、領収書、保険証券、借用証）
  - 有価証券
- 書籍、雑誌、新聞
- 電子文書
  - ウェブページ（WWW上の掲載文書）
  - 電子書籍
  - ソースコード (ソフトウェアに変換可能な文書)